# Calamoncosis aspistylina
Calamoncosis aspistylina är en tvåvingeart som beskrevs av Oswald Duda 1935. Calamoncosis aspistylina ingår i släktet Calamoncosis och familjen fritflugor. Arten är reproducerande i Sverige. Inga underarter finns listade i Catalogue of Life.